# Вільшанський район (Черкаська область)
Вільшанський район  — адміністративно-територіальна одиниця утворена в 1923 році в складі Корсунської округи. Районний центр — село Вільшана.
У 1929 р. район перейменовано на район ім. Петровського.

У 1931 році його приєднано до Городищенського району.
22 січня 1935 р. відновлений Вільшанський район у Київській області.
З 7 січня 1954 року у складі новоствореної Черкаської області. 
Станом на 1 вересня 1946 року в районі було 28 населених пунктів, які підпорядковувались 15 сільським радам. З них 15 сіл і 13 хуторів:
- села: Боровикове, Будище, Вербівка, Вільшана, Воронівка, Гнилець, Журавка, Зелена Діброва, Моринці, Пединівка, Петрики, Сегединці, Товста, Топильна, Шевченкове;
- хутори: Воронівський, Демків, Дмитрове, Кличків, Кононове-Івасів, Моргунове, Сагайдачний, Стадниця, Тихі Верби, Трихуторівка, Ханьків, Шампанія, Юркове.

Район ліквідований у листопаді 1959 року, а його населені пункти відійшли до Городищенського та Звенигородського районів.